# Jean-Eugène Durand

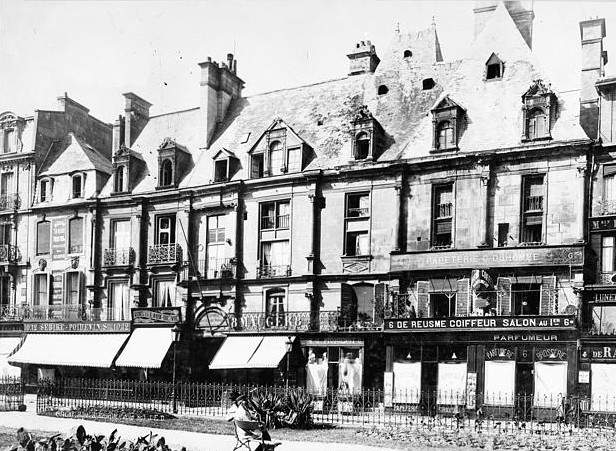
Caen, hôtel d'Escoville, asi 1889-1906

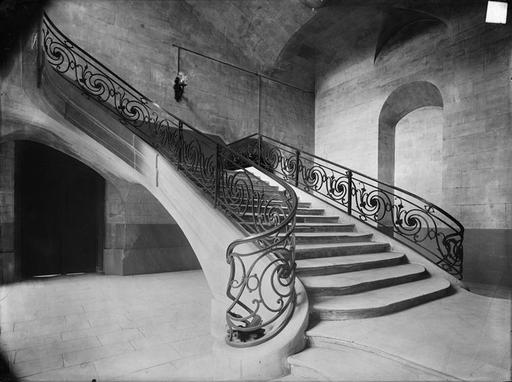
Abbaye aux Hommes, Caen

Jean-Eugène Durand (1845 – 1926) byl francouzský fotograf a specialista na fotografii památek.

## Život a dílo
Jako fotograf se zaměřoval na památky označené jako Monument historique. Své první fotografie pořídil v roce 1876, a nasnímal na ně památky v departementu Seine-et-Oise, v následujících letech pak dokumentoval památky v departementech Cher a Allier. Podobně jako Séraphin-Médéric Mieusement fotograficky dokumentoval celé francouzské území. Jeho tisíce snímků se pak staly součástí sbírky Archivu komise historických památek (Archives de la Commission des monuments historiques). Během čtyřiceti let aktivní činnosti (1876-1917), která trvala dlouho do jeho důchodového věku, pokračoval ve fotografování památek před, v průběhu a po restaurování.
Asi 1750 skleněných desek získalo oddělení výtvarných umění v letech 1923-1924. Pod jeho jménem se do fotografického archivu dostalo rovněž mnoho skleněných desek Charlese Marvilla.

## Sbírky
Fotografický archiv ministerstva kultury (Médiathèque de l’architecture et du patrimoine) archivuje mnoho tisíc Durandových snímků.

## Galerie

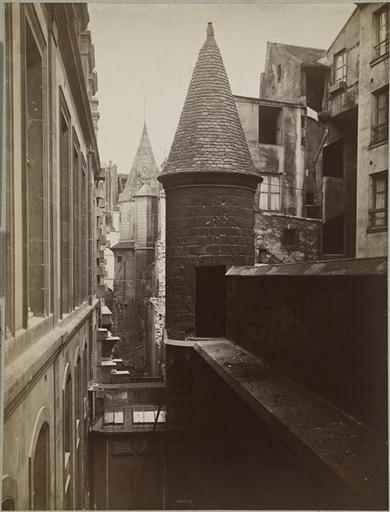
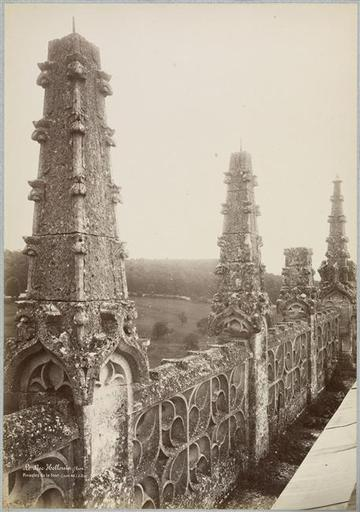
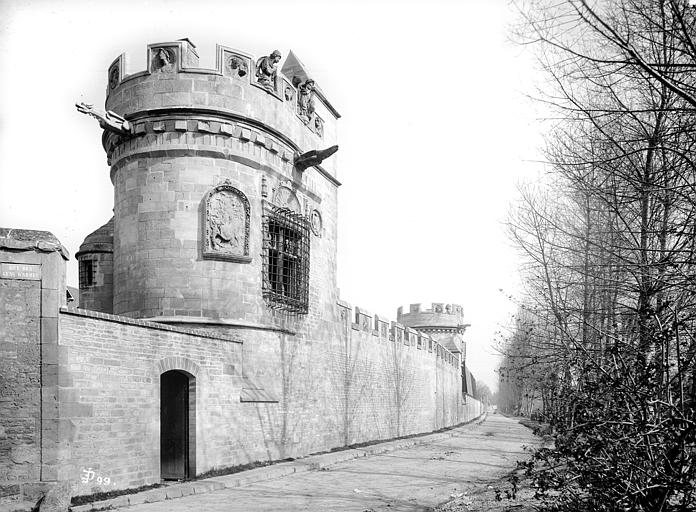
Caen, 1899
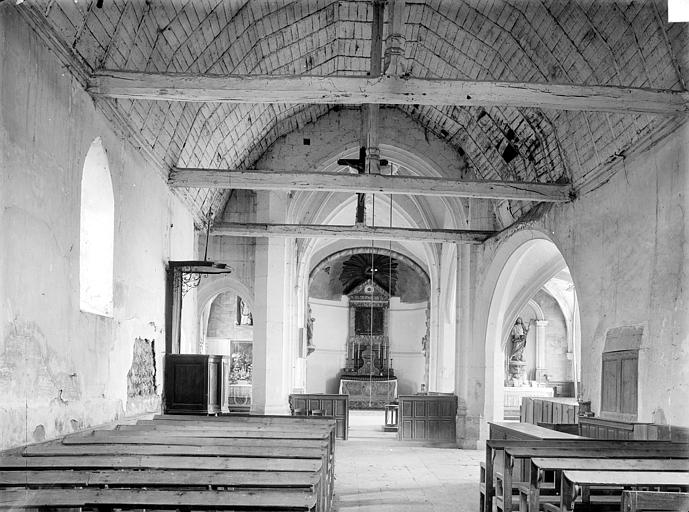
Église Sainte-Radegonde
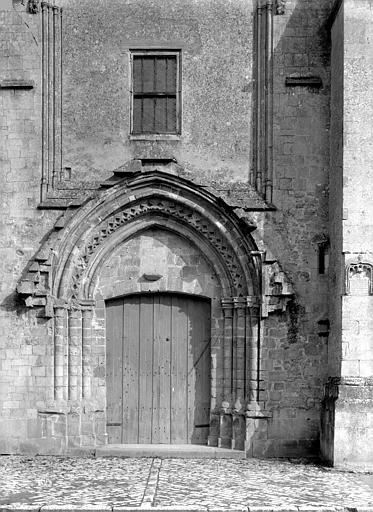
Carentan, Eglise Notre-Dame
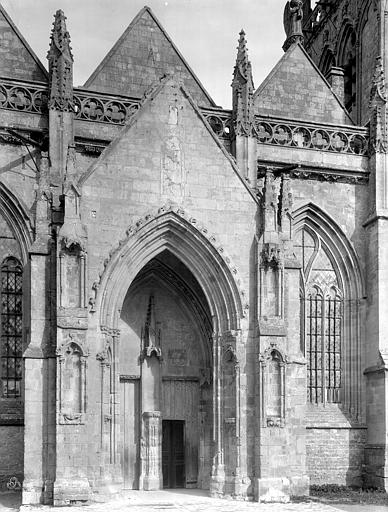
Carentan, Eglise Notre-Dame